# Cilette Cretton

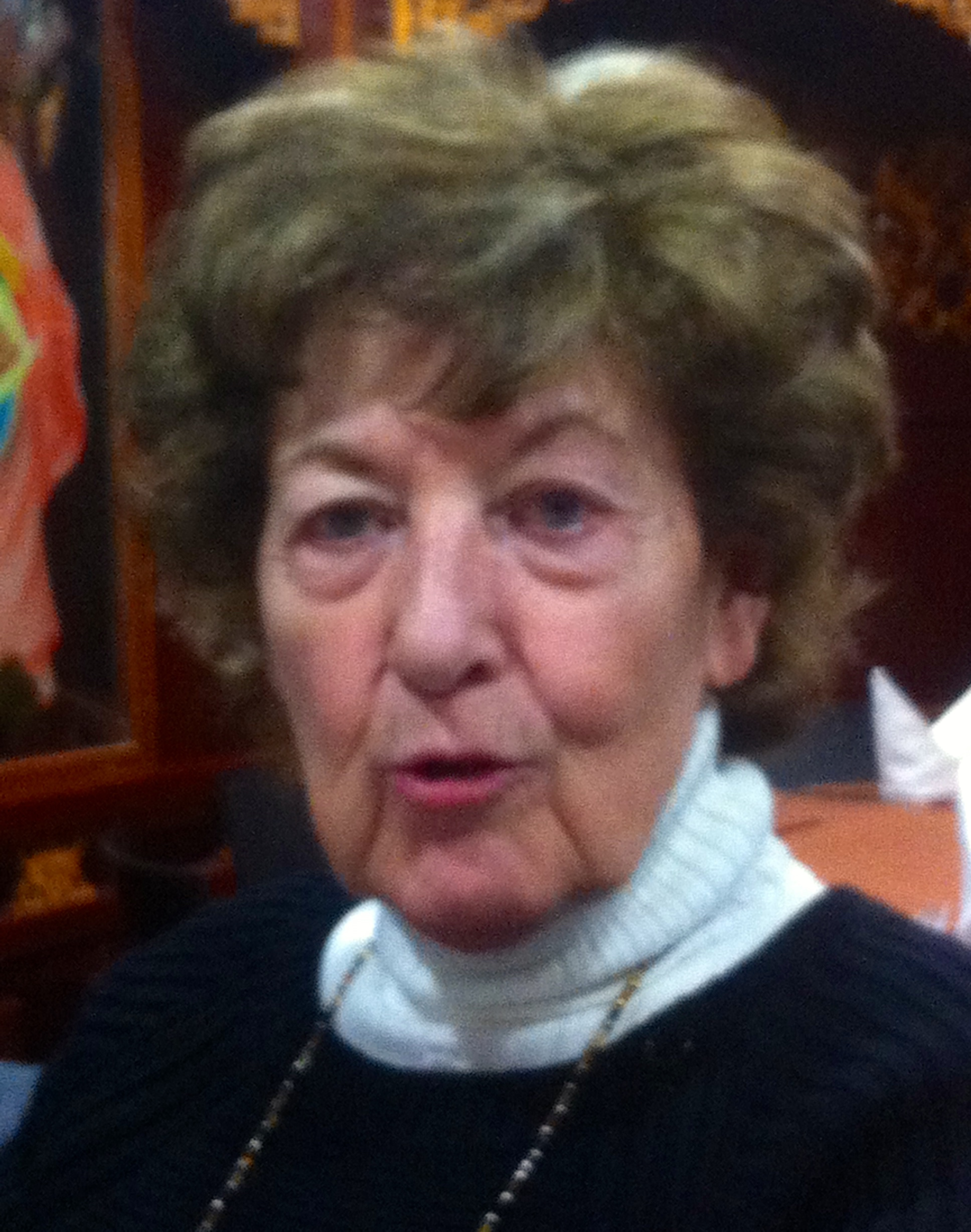
Cilette Cretton

Cilette Cretton (* 9. August 1945 als Cilette Deslarzes in Bagnes) ist eine schweizerische Lehrerin, Politikerin und Frauenrechtlerin.

## Leben
Cilette Deslarzes stammt aus dem Bagnestal im Kanton Wallis. Sie besuchte die Grundschule in Siders und das Gymnasium in Sitten. Von 1966 bis 1968 studierte sie an der Universität Freiburg Pädagogik. Seit 1968 führte sie eine Schulklasse mit geistig behinderten Kindern in Sitten, und später war sie als Hilfe für Lehrer an Primarschulklassen eingesetzt. Sie vertrat auch in der Öffentlichkeit die Auffassung, geistig behinderte Schulkinder sollten in die Regelklassen integriert werden. Auch im Stiftungsrat der Förderstiftung Fondation Denis et Louise Anna Tornay setzte sich für die Hilfe an behinderte Personen ein.
Im Jahr 1973 wurden Cilette Cretton, die in Martigny wohnt, Françoise Vannay-Bressoud, Marie-Jo de Torrenté, Jacqueline Pont, Madeleine Mabillard, Liliane Mayor-Berclaz und Cécile Kummer als erste Frauen in den Grossen Rat des Kantons Wallis gewählt. Cilette Cretton gehörte dem Rat zwölf Jahre bis 1985 an. Von dieser politischen Warte aus verlangte sie vom kantonalen Erziehungsdepartement wieder die Besserstellung der Behinderten in den kantonalen Schulen.
Von 1992 bis 2001 war sie für die Westschweizer Lehrergewerkschaft als Redaktorin der Zeitschrift L’Éducateur tätig. Im Jahr 2001 berief sie der Staatsrat des Kantons Waadt in die Leitung des Volksschulamtes, wo sie bis zu ihrer Pensionierung im Jahr 2013 arbeitete. Sie definierte die pädagogischen Richtlinien der Volksschule im Projekt École vaudoise en mutation, und von 2011 bis 2013 war sie massgeblich an der Redaktion des neuen Schulgesetzes des Kantons Waadt beteiligt, das aufgrund des schweizerischen HarmoS-Konkordats ausgearbeitet wurde.
Cilette Cretton nahm als Publizistin regelmässig zu Themen wie den Menschenrechten, der Volksschule und der Frauenrechte Stellung. Ihre Artikel erschienen in verschiedenen Medien, so im Feuille d’avis du Valais, im Confédéré, der Tribune de Lausanne, der Zeitschrift Femina, in den Treize Étoiles, in der Zeitschrift Femmes suisses et le Mouvement féministe und im Nouvelliste.
Von 1986 bis 1998 war sie Mitglied der Kommission des Kantons Wallis für die Gleichstellung der Geschlechter, der auch die Juristin Edmée Buclin-Favre angehörte. Mit anderen Kommissionsmitgliedern verfasste sie verschiedene Berichte über die Stellung der Frauen in der Gesellschaft und in der Politik des Kantons Wallis. Das Engagement der Kommission führte 1996 dazu, dass in der kantonalen Verwaltung ein Gleichstellungsbüro eingerichtet wurde.
Seit 1992 war Cilette Cretton die erste Präsidentin der Freisinnig-Demokratischen Partei des Unterwallis. Sie blieb in diesem Amt bis 1996. 2018 wurde sie für die Gruppierung Appel citoyen in den Walliser Verfassungsrat gewählt.
Als überzeugte Frauenrechtlerin setzte sie sich seit 1975 unter anderem für die Gleichstellung der Geschlechter, den Sexualkundeunterricht in der Volksschule, für die stärkere Vertretung von Frauen in der Politik und gegen das Verbot des Kopftuches bei muslimischen Mädchen in der Schule ein. Sie unterstützte die Vereinigung Via Mulieris, welche sich gegen die Vernachlässigung der Frauengeschichte im Wallis einsetzt, und sie zählte zu den Gründerinnen der Bewegung Association Solidarité Femmes.
Im Jahr 2020 erschien, 50 Jahre nach der Einführung des Frauenstimmrechts im Wallis, ein Porträt der engagierten Vorkämpferinnen für die Rechte der Frauen im Film Bilan d’une épopée.

## Schriften
- L’école et la formation des filles. Commission d’étude sur la condition féminine en Valais. Sitten 1986.
- mit Inès Mengis: Les femmes et la politique en Valais. Commission d’étude sur la condition féminine en Valais. Sitten 1988.
- Les femmes dans l’administration cantonale. Commission d’étude sur la condition féminine en Valais. Sitten 1989.
- «Séparer ou intégrer?» L’enfant en Valais 1815–2015. In: Annales valaisannes, 2016, S. 266–269.